# Britter Sandstein

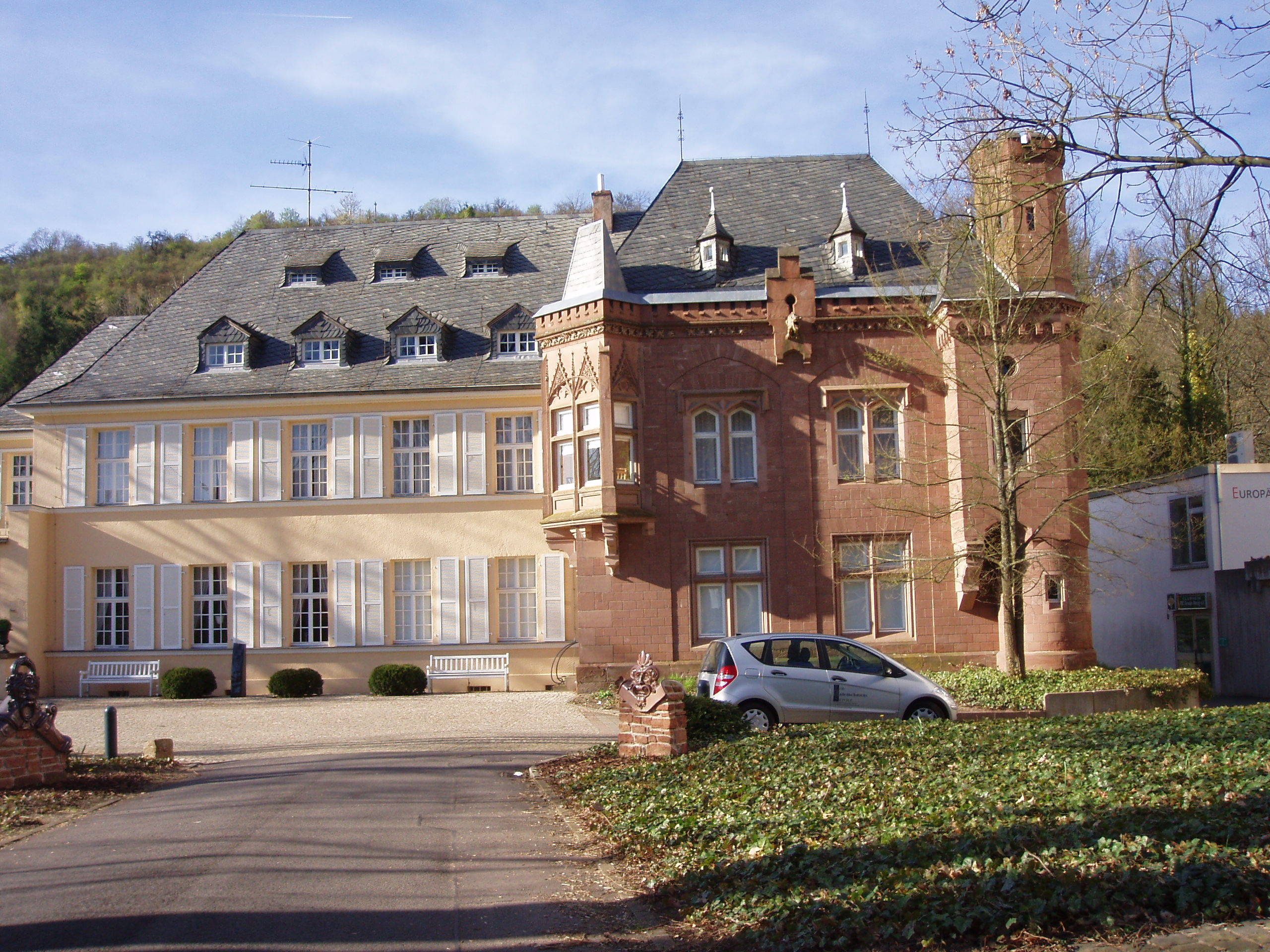
Das Schloss Fellenberg ist aus Britter Sandstein erbaut

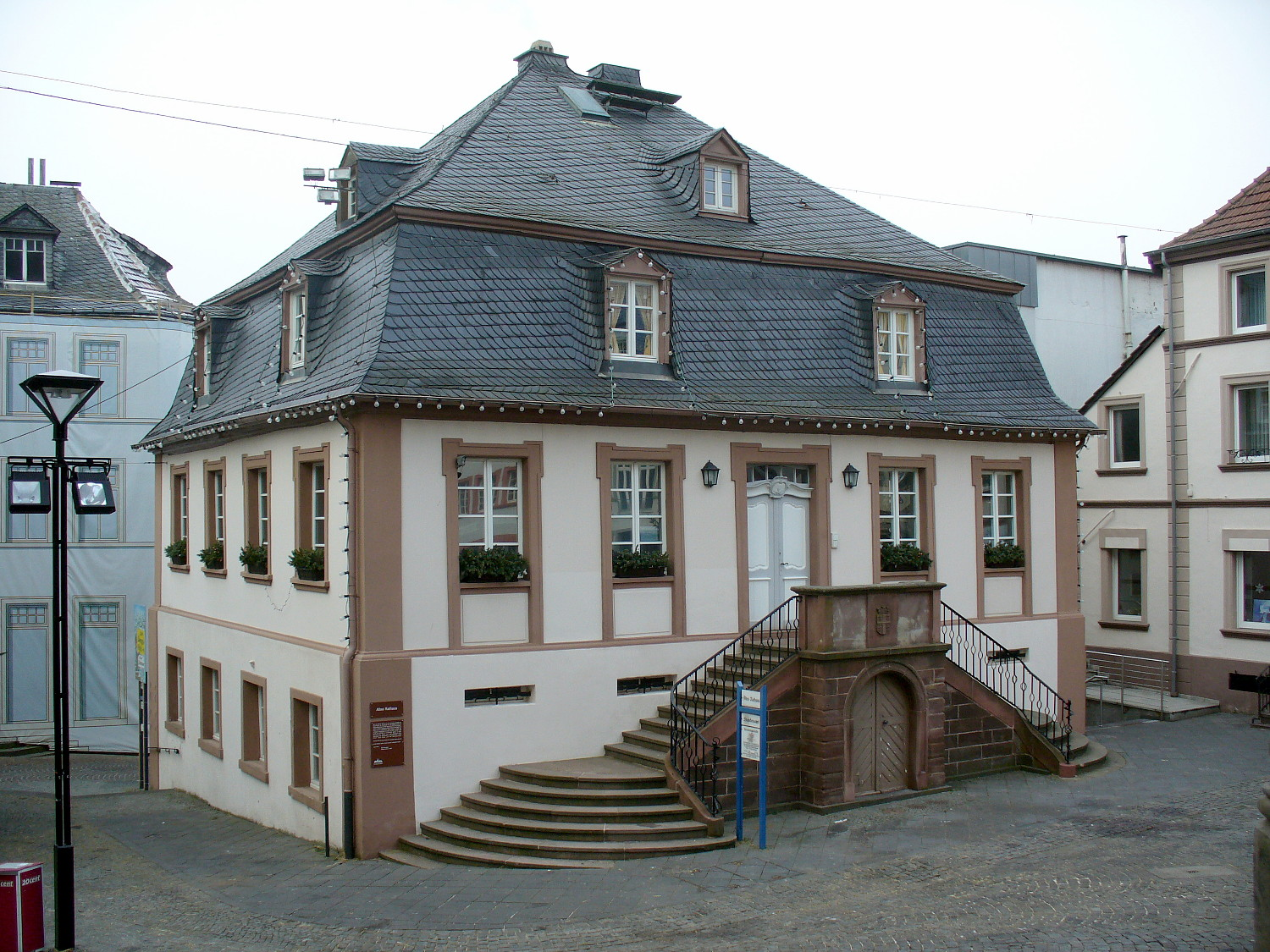
Das Alte Rathaus in St. Wendel im Saarland besteht aus Britter Sandstein

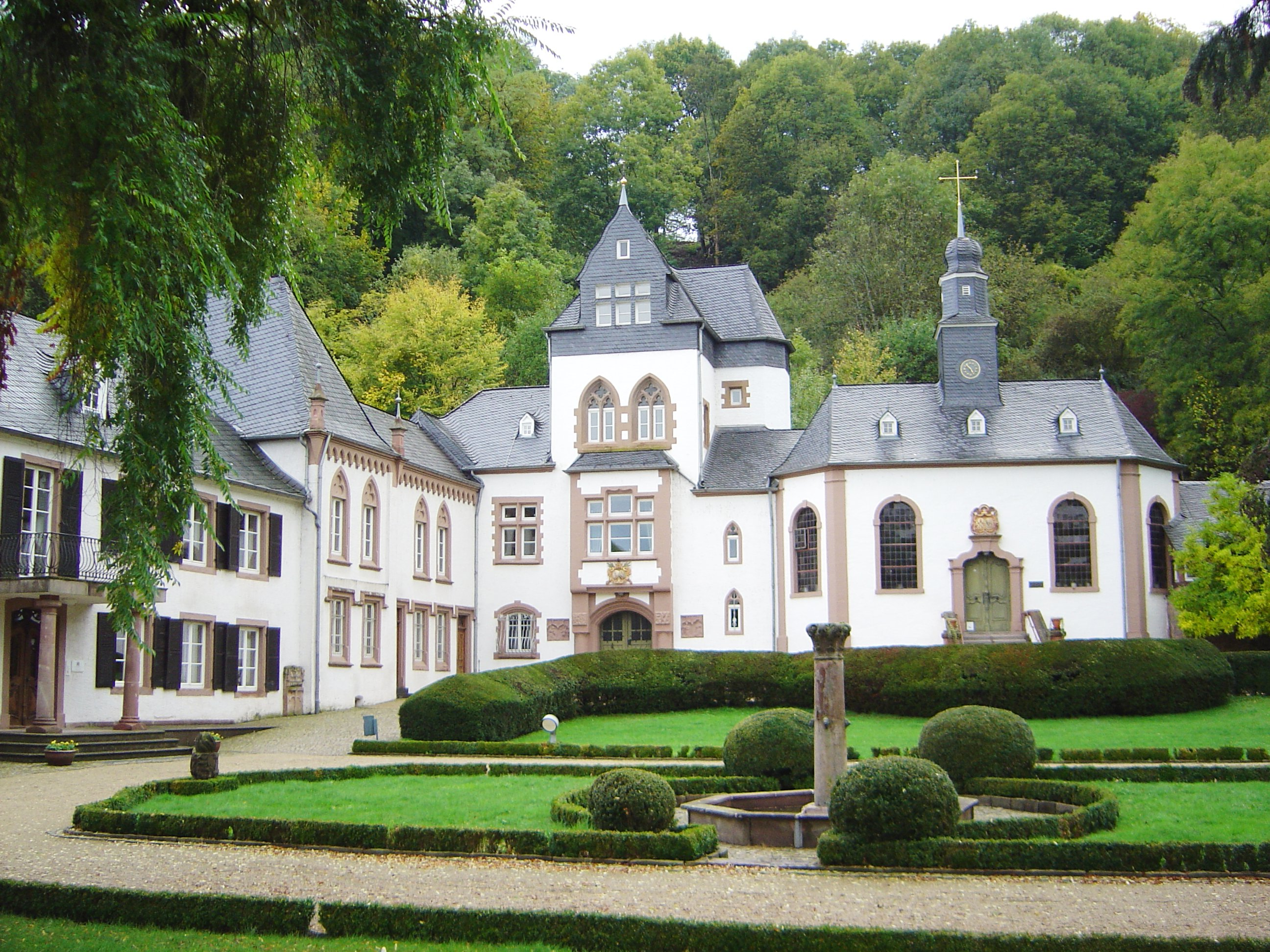
Schloss Dagstuhl erbaut mit Britter Sandstein

Der Britter Sandstein, auch Roter Saarsandstein genannt, wird in Britten, einem Ortsteil der Gemeinde Losheim am See, im Norden des Saarlandes im Naturpark Saar-Hunsrück gebrochen. Er entstand im Mittleren Buntsandstein.

## Mineralogie und Farbe
Dieser Sandstein ist ausschließlich quarzgebunden. Seine Farbe ist rot bis kräftig rot. Die rote Farbe wird durch das Eisenoxid Hämatit hervorgerufen. Es handelt sich um eines der dunkelrotesten Sandsteinvorkommen überhaupt. Das Gestein besteht aus 67 Prozent Quarz, 33 Prozent Gesteinsbruchstücken und 2 Prozent Akzessorien. Die Korngröße reicht von 0,2 bis 1,2 Millimeter.

## Verwendung
Britter Sandstein ist ausgezeichnet verwitterungsbeständig. Verwendet wurde dieser Sandstein vor allem für Massivbauten, Mauersteine, Brückenbauwerke, Fenster- und Türgewände sowie Treppen, Fassaden, Wegkreuze, Grabmale und Skulpturen u. a. für die Straße der Skulpturen bei St. Wendel. 

Bauwerke, die aus diesem Sandstein gebaut wurden, sind das Schloss Fellenberg, die Kirche St. Peter in Merzig, das Alte Rathaus in St. Wendel, die Kirche in Merzig-Wellingen und Namborn sowie das Schloss Dagstuhl in Wadern.
Im 17./18. Jahrhundert gab es zahlreiche Steinbrüche um Britten. In einem Steinbruch wird (2015) abgebaut. Aufgrund seines bedeutsamen Sandsteinvorkommens führt der Ort Britten Steinmetzwerkzeuge in seinem Wappen. Es sind dies eine silberne Zahnfläche mit hölzernen Stiel, der von zwei diagonal angeordneten silbernen Zahneisen überkreuzt wird.

## Einzelnachweis
1. ↑  Grimm: Denkmalatlas wichtiger Denkmalgesteine. Gestein Nr. 076 (siehe Literatur)